# Коцка, коцка, коцкица
Коцка, коцка, коцкица је образовна телевизијска серија Телевизије Београд емитована од 1974. до 1994. године и поново 2005. године са Бранком Милићевићем у главној улози. Снимљено је више од 250 епизода.

## Настанак
Редакција образовног програма Телевизије Београд је 1972. године започела истраживања по вртићима, разговарајући са васпитачима и децом, да би дошло до праве формуле за дечју серију. Концепт прве епизоде емитоване 27. новембра 1974. припреман је годину дана. Први уредник био је Љубиша Богићевић, а сценариста Љубиша Ђокић. 
После десет епизода, емисија је постала монотематска. Уредница потоњих епизода све до 1994. била је Бисерка Пејовић.

## Формат
Циљ емисије је био да кроз игру одговори на што више дечјих питања. Бранко Коцкица је деловао као васпитач деци која би учествовала у снимању емисије.
Емисија је карактеристична по свом жаргону и узречицама. На пример, Милићевић се увек обраћа деци са „другари“, а колективни узвик им је „тата-та-тира“. 

Комплетна ТВ екипа  ▼
| Редитељ              | Милорад Лаковић    | (непознат број епизода)                   |
| Редитељ              | Петар Цвејић       | (непознат број епизода)                   |
| Редитељ              | Каменко Калуђерчић | (непознат број епизода)                   |
| Сценариста           | Александар Ђаја    | (непознат број епизода)                   |
| Сценариста           | Весна Језеркић     | (непознат број епизода)                   |
| Сценариста           | Бранко Милићевић   | (непознат број епизода)                   |
| Сценариста           | Момчило Ковачевић  | (непознат број епизода)                   |
| Сценариста           | Војислав Донић     | (непознат број епизода)                   |
| Сценариста           | Љубиша Ђокић       | (непознат број епизода)                   |
| Композитор           | Михајло Живановић  | (непознат број епизода)                   |
| Директор фотографије | Никола Ђурашковић  | (непознат број епизода)                   |
| Монтажер             | Милина Митровић    | (непознат број епизода)                   |
| Сценограф            | Снежана Петровић   | (непознат број епизода)                   |
| Помоћник режије      | Милан Медић        | помоћник редитеља (непознат број епизода) |
| Одсек за звук        | Никола Кокотовић   | микроман (непознат број епизода)          |